# Johann von Leers

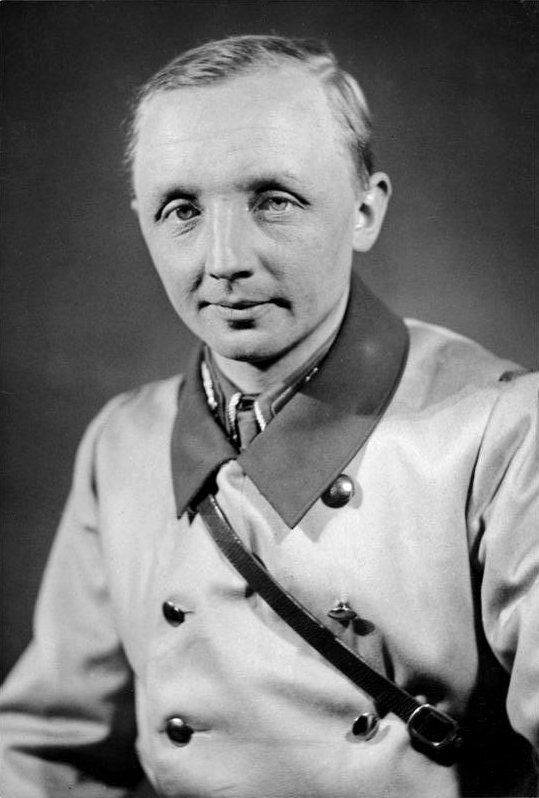
Johann von Leers

Johann von Leers (Vietlübbe, 25 januari 1902 – Caïro, 5 maart 1965) was een Duits nationaalsocialistisch publicist en professor.

## Biografie
Von Leers studeerde rechten en werkte tot 1928 als attaché bij het Duitse ministerie van Buitenlandse Zaken. In 1929 werd hij lid van de NSDAP en verantwoordelijk voor scholing binnen de nationaalsocialistische studentenbond. Tegelijkertijd werd Von Leers hoofdredacteur van het nationaalsocialistische tijdschrift Wille und Weg. In 1932 publiceerde hij een biografie over Adolf Hitler die in het toenmalige Duitsland als toonaangevend gold.
Bij een internationale conferentie aan de universiteit van Leiden in 1933 verzocht de Nederlandse cultuurhistoricus Johan Huizinga Johann von Leers de conferentie te verlaten, nadat Huizinga kennis had genomen van diens antisemitische geschriften. Hierop vertrok de Duitse delegatie.
Van 1933 tot 1945 was Von Leers auteur van diverse antisemitische publicaties, waaronder Juden sehen dich an (1933), Blut und Rasse in der Gesetzgebung (1936) en Rassen, Völker und Volkstümer (1939). Vanaf 1938 was Von Leers professor aan de Friedrich-Schiller-Universität in Jena. In 1939 verscheen zijn belangrijkste boek: Odal – Das Lebensgesetz eines ewigen Deutschlands.
In 1945 vluchtte Von Leers naar Italië, vanwaar hij in 1950 naar Argentinië vluchtte. Hij werkte in Buenos Aires bij een Duitstalige uitgeverij. Hij onderhield ook banden met de organisatie van oud-nazi's, ODESSA.
In 1955 vestigde Von Leers zich in Egypte en bekeerde zich van het lutheranisme tot de islam. Hij veranderde zijn naam in Omar Amin von Leers. Onder president Nasser werkte Von Leers in het Egyptische ministerie voor Informatie, dat in die tijd antisemitische en anti-Israëlische propaganda verspreidde. Hij onderhield goede banden met de Palestijnse moefti Amin al-Hoesseini. West-Duitsland probeerde hem in die tijd uitgeleverd te krijgen voor misdaden tijdens de nazitijd. Von Leers werd echter niet uitgeleverd en overleed in 1965 in Caïro.

## Militaire loopbaan
- SS-Sturmbannführer: 20 april 1939[1]
- SS-Obersturmführer:
- SS-Untersturmführer: 14 mei 1936

## Registratienummers
- NSDAP-nr.: 143 709[1]
- SS-nr.: 276 586[1]

## Decoratie
- SS-Ehrenring[2]